# Liste de ponts du Loiret
Cette page présente la liste des ponts du département français du Loiret (région Centre-Val de Loire).
Les ponts sont classés en trois grandes catégories : les grands ponts en service, les ponts désaffectés ou détruits et les ponts inscrits à l’inventaire national des monuments historiques.

## Grands ponts en service
Sont considérés comme ouvrages non courants, les ponts répondant aux caractéristiques suivantes :
- les ponts possédant au moins une travée de plus de 40 mètres de portée ;
- les ponts dont la surface totale de l'un des tabliers dépasse 1 200 mètres carrés[2] ;

La liste des ponts du Loiret relevant des ouvrages non courants est présentée dans le tableau ci-après par longueur décroissante d'ouvrage.

### Ponts voûtés en maçonnerie
| Image | Long.   | Nom                   | Franchissement | Voie portée                       | Type d’ouvrage       | Lieu                                                                            | Terminé en  |
| ----- | ------- | --------------------- | -------------- | --------------------------------- | -------------------- | ------------------------------------------------------------------------------- | ----------- |
|       | 461 m   | pont de Beaugency     | Loire          | RD 925                            | pont en maçonnerie   | Beaugency 47° 46′ 36″ N, 1° 38′ 14″ E                                           | XIVe siècle |
|       | 325 m   | pont George-V         | Loire          | VC Orléans                        | pont en maçonnerie   | Orléans 47° 53′ 48″ N, 1° 54′ 15″ E                                             | 1760        |
|       | 283,2 m | vieux pont de Gien    | Loire          | RD 941                            | pont en maçonnerie   | Gien 47° 40′ 57″ N, 2° 37′ 51″ E                                                | 1734        |
|       | 278 m   | viaduc de Beaugency   | ville          | voie ferrée, ligne Paris-Bordeaux | viaduc en maçonnerie | Beaugency 47° 46′ 54″ N, 1° 37′ 47″ E                                           | 1844        |
|       | 272 m   | pont Maréchal-Leclerc | Loiret         | RD 15                             | pont en maçonnerie   | Olivet 47° 52′ 08″ N, 1° 54′ 09″ E                                              |             |
|       | 146 m   | viaduc de Tavers      | ville          | voie ferrée, ligne Paris-Bordeaux | viaduc en maçonnerie | Tavers                                                                          | 1844        |
|       | 128 m   | pont Saint-Nicolas    | Loiret         | RD 951                            | pont en maçonnerie   | Saint-Hilaire-Saint-Mesmin Saint-Pryvé-Saint-Mesmin 47° 52′ 21″ N, 1° 50′ 24″ E | XIVe siècle |

### Ponts en arc
| Image | Long.   | Nom                       | Franchissement          | Voie portée                          | Type d’ouvrage                                          | Lieu                                                         | Terminé en  |
| ----- | ------- | ------------------------- | ----------------------- | ------------------------------------ | ------------------------------------------------------- | ------------------------------------------------------------ | ----------- |
|       | 470,6 m | pont de l'Europe          | Loire                   | VC Orléans                           | pont en arc bowstring                                   | Orléans Saint-Pryvé-Saint-Mesmin 47° 53′ 44″ N, 1° 52′ 35″ E | 2000        |
|       | 230 m   | viaduc de Pont-aux-Moines | canal d'Orléans         | voie ferrée Orléans-Aubigny-sur-Nère | pont maçonné et arche métallique                        | Mardié                                                       | XIXe siècle |
|       | 180 m   | viaduc de Pannes          | canal d'Orléans-Bezonde | A77                                  | pont en arc, tiges de suspensions inclinées, bow-string | Pannes 48° 00′ 10″ N, 2° 40′ 44″ E                           | 1998        |
|       | 170 m   | viaduc de Briare          | canal de Briare-Trézée  | A77                                  | pont en arc, tiges de suspensions inclinées, bow-string | Briare 47° 38′ 52″ N, 2° 45′ 33″ E                           |             |

### Ponts suspendus
| Image | Long.   | Nom                           | Franchissement | Voie portée | Type d’ouvrage | Lieu                                                           | Terminé en |
| ----- | ------- | ----------------------------- | -------------- | ----------- | -------------- | -------------------------------------------------------------- | ---------- |
|       | 361 m   | pont de Bonny-sur-Loire       | Loire          | RD 926      | pont suspendu  | Bonny-sur-Loire Beaulieu-sur-Loire 47° 33′ 01″ N, 2° 50′ 06″ E | 1902       |
|       | 354,4 m | pont de Châtillon-sur-Loire   | Loire          | RD 50       | pont suspendu  | Briare Châtillon-sur-Loire 47° 35′ 52″ N, 2° 45′ 39″ E         | 1951       |
|       | 277,5 m | pont de Châteauneuf-sur-Loire | Loire          | RD 11       | pont suspendu  | Châteauneuf-sur-Loire Sigloy 47° 51′ 31″ N, 2° 13′ 24″ E       | 1946       |
|       | 277 m   | pont de Meung-sur-Loire       | Loire          | RD 18       | pont suspendu  | Meung-sur-Loire 47° 49′ 22″ N, 1° 42′ 07″ E                    | 1929       |

### Ponts en poutres
| Image | Long.   | Nom                                   | Franchissement                          | Voie portée                                                        | Type d’ouvrage                                                                                          | Lieu                                                                          | Terminé en |
| ----- | ------- | ------------------------------------- | --------------------------------------- | ------------------------------------------------------------------ | --- | ----------------------------------------------------------------------------- | ---------- |
|       | 1832 m  | viaduc de Gien                        | Loire                                   | voie ferrée, ligne de Bourges à Gien                               | partie centrale en treillis métallique, viaducs d'accès en maçonnerie                                   | Gien Poilly-lez-Gien 47° 41′ 15″ N, 2° 36′ 51″ E                              | 1893       |
|       | 1008 m  | viaduc du Loing                       | canal du Loing                          | A19                                                                | viaduc à tablier double en ossature mixte de type bipoutre                                              | Fontenay-sur-Loing 48° 03′ 37″ N, 2° 45′ 22″ E                                | 2009       |
|       | 662 m   | pont-canal de Briare                  | Loire                                   | canal latéral à la Loire                                           | tablier métallique sur piles en maçonnerie                                                              | Briare Saint-Firmin-sur-Loire 47° 37′ 52″ N, 2° 44′ 10″ E                     | 1896       |
|       | 490,5 m | nouveau pont de Gien                  | Loire                                   | RD 940                                                             | pont à poutres en béton précontraint                                                                    | Gien Saint-Martin-sur-Ocre 47° 40′ 39″ N, 2° 38′ 35″ E                        | 1980       |
|       | 430 m   | pont René-Thinat                      | Loire                                   | VC                                                                 | pont en béton précontraint à poutres cantilever                                                         | Orléans Saint-Jean-le-Blanc 47° 53′ 50″ N, 1° 55′ 15″ E                       | 1977       |
|       | 423 m   | pont de Vierzon                       | Loire                                   | voie ferrée, Ligne des Aubrais - Orléans à Montauban-Ville-Bourbon | pont en béton armé                                                                                      | Orléans Saint-Jean-le-Blanc 47° 53′ 50″ N, 1° 55′ 17″ E                       | 1947       |
|       | 410 m   | viaduc de Sully-sur-Loire             | Loire                                   | voie ferrée, ligne Aubigny-sur-Nère - Orléans                      | pont en treillis métallique                                                                             | Saint-Père-sur-Loire Sully-sur-Loire 47° 46′ 08″ N, 2° 22′ 10″ E              | 1880       |
|       | 400 m   | pont de l'A71 sur la Loire            | Loire                                   | A71                                                                | pont en béton précontraint                                                                              | La Chapelle-Saint-Mesmin Saint-Pryvé-Saint-Mesmin 47° 53′ 30″ N, 1° 51′ 23″ E | 1980       |
|       | 379 m   | pont de Sully-sur-Loire               | Loire                                   | RD 948                                                             | pont à ossature mixte                                                                                   | Saint-Père-sur-Loire Sully-sur-Loire 47° 40′ 39″ N, 2° 38′ 35″ E              | 1986       |
|       | 334 m   | pont Maréchal-Joffre                  | Loire                                   | RD 2020                                                            | pont de type bipoutre métallique, piles en béton armé                                                   | Orléans 47° 53′ 46″ N, 1° 53′ 44″ E                                           | 1959       |
|       | 323 m   | pont de Jargeau                       | Loire                                   | RD 921                                                             | pont à ossature mixte                                                                                   | Jargeau Saint-Denis-de-l'Hôtel 47° 52′ 09″ N, 2° 07′ 31″ E                    | 1988       |
|       | 300 m   | viaduc des Mauves                     | Les Mauves                              | A10                                                                | pont en béton précontraint                                                                              | Meung-sur-Loire                                                               |            |
|       | 238 m   | viaduc du Loing                       | Loing                                   | A77                                                                | viaduc à tablier double en ossature mixte de type bipoutre                                              | Château-Landon Dordives 48° 09′ 24″ N, 2° 45′ 16″ E                           | 1998       |
|       | 190 m   | passerelle Belle-Croix                | pas de voie d'eau ni terrestre franchie | RD 2271                                                            | dalle sur voile en béton armé                                                                           | Olivet                                                                        |            |
|       | 183,5 m | pont sur le Canal 1 (Briare)          | canal de Briare                         | RD 2007                                                            | pont à tablier en béton armé avec nervures précontraintes                                               | Briare                                                                        |            |
|       | 182 m   | pont sur le Canal 2 (Briare)          | canal de Briare                         | RD 2007                                                            | pont en caisson précontraint                                                                            | Briare                                                                        |            |
|       | 160 m   | pont de l'A71 sur le Loiret           | Loiret                                  | A71                                                                | pont en béton précontraint                                                                              | Saint-Pryvé-Saint-Mesmin Olivet 47° 52′ 19″ N, 1° 51′ 46″ E                   | 1980       |
|       | 150 m   | pont d'Auchan Olivet                  | Loiret                                  | ligne A du tramway d'Orléans et piste cyclable                     | Pont métallique                                                                                         | Olivet 47° 51′ 49″ N, 1° 54′ 45″ E                                            |            |
|       | 134,8 m | pont de Sologne                       | Loiret                                  | RD 2020                                                            | VIPP | Olivet 47° 51′ 49″ N, 1° 54′ 46″ E                                            |            |
|       | 125 m   | franchissement de la RD 2007 à Briare | RD 2007                                 | A77                                                                | viaduc à tablier double en ossature mixte de type bipoutre                                              | Briare                                                                        |            |
|       | 113,6 m | pont Bardin                           | canal du Loing                          | RD 2007                                                            | VIPP | Amilly                                                                        |            |
|       | 110 m   | pont sur la Bezonde                   | Bezonde                                 | A77                                                                | viaduc à tablier double en ossature mixte de type bipoutre, accès au viaduc en bowstring sur la Bezonde | Pannes                                                                        |            |

## Ponts présentant un intérêt architectural
Les ponts ci-après sont inscrits à l’inventaire national des monuments historiques ou inventoriés à l'Inventaire général du patrimoine culturel.
| Image | Nom                                | Type d'ouvrage          | Franchissement           | Longueur | Commune                       | Statut MH      | Date | Notice                               | Terminé en    | Coordonnées                 |
| ----- | ---------------------------------- | ----------------------- | ------------------------ | -------- | ----------------------------- | -------------- | ---- | ------------------------------------ | ------------- | --------------------------- |
|       | pont-canal de Briare               | pont-canal              | canal de Briare          | 662 m    | Briare Saint-Firmin-sur-Loire | Inscrit        | 1976 | « IA45000001 », notice no IA45000001 | XIXe siècle   | 47° 37′ 52″ N, 2° 44′ 10″ E |
|       | pont George-V                      | pont routier et tramway | Loire                    | 325 m    | Orléans                       | Inscrit        | 1926 | « PA00098975 », notice no PA00098975 | XVIIIe siècle |                             |
|       | passerelle de la Marolle           | passerelle              | canal du Loing           | ? m      | Montargis                     | Inscrit        | 1999 | « IA45000027 », notice no IA45000027 | 1891          |                             |
|       | pont du Gril de Corbelin           |                         | Cléry                    | ? m      | Griselles                     | Inscrit        | 1929 | « PA00098791 », notice no PA00098791 | XVe siècle    |                             |
|       | pont du château de la Ferté        | La Ferté-Saint-Aubin    | chemin                   | ? m      |                               | Inscrit        | 1961 | « PA00098776 », notice no PA00098776 | 1822          |                             |
|       | viaduc de Pont-aux-Moines          | pont ferroviaire        | canal d'Orléans          | 230 m    | Mardié                        | Inventorié     | 1994 | « IA45000015 », notice no IA45000015 | XIXe siècle   |                             |
|       | pont des Salles                    | pont routier            | canal de Briare          | ? m      | Montbouy                      | Inventorié     | 1994 | « IA45000031 », notice no IA45000031 | 1878          |                             |
|       | pont tournant de Châtillon-Coligny | pont mobile             | canal de Briare          | ? m      | Châtillon-Coligny             | Inventorié     | 1994 | « IA45000032 », notice no IA45000032 | XIXe siècle   |                             |
|       | pont-levis de Châtillon-Coligny    | pont-levis à flèche     | canal de Briare          | ? m      | Châtillon-Coligny             | Inventorié     | 1994 | « IA45000036 », notice no IA45000036 | XIXe siècle   |                             |
|       | pont du Moulin Brûlé               | pont mobile oscillant   | canal de Briare          | ? m      | Dammarie-sur-Loing            | Inventorié     | 1994 | « IA45000037 », notice no IA45000037 | 1887          |                             |
|       | pont du Patis                      |                         | canal de Briare          | ? m      | Montargis                     | Inventorié     | 1994 | « IA45000028 », notice no IA45000028 | 1827          |                             |
|       | pont de Chécy                      | pont routier            | canal d'Orléans          | ? m      | Chécy                         | Inventorié     | 1994 | « IA45000018 », notice no IA45000018 | XVIIIe siècle |                             |
|       | pont de Combreux                   | pont routier            | canal d'Orléans          | ? m      | Combreux                      | Inventorié     | 1994 | « IA45000012 », notice no IA45000012 | 1925          |                             |
|       | pont de Saint-Jean-de-Braye        | pont routier            | canal d'Orléans          | ? m      | Saint-Jean-de-Braye           | Inventorié     | 1994 | « IA45000024 », notice no IA45000024 | 1909          |                             |
|       | pont tournant                      | pont mobile             | canal d'Orléans          | 14 m     | Combleux                      | Inventorié     | 1994 | « IA45000023 », notice no IA45000023 | 1913          |                             |
|       | pont ferroviaire de Pannes         | pont ferroviaire        | canal d'Orléans          | ? m      | Pannes                        | Inventorié     | 1994 | « IA45000004 », notice no IA45000004 | XIXe siècle   |                             |
|       | passerelle de Combleux             | passerelle              | canal d'Orléans          | ? m      | Combleux                      | Inventorié     | 1994 | « IA45000020 », notice no IA45000020 | XXe siècle    |                             |
|       | pont de Chevillon-sur-Huillard     | pont de halage          | canal d'Orléans          | ? m      | Chevillon-sur-Huillard        | Inventorié     | 1994 | « IA45000006 », notice no IA45000006 | XVIIIe siècle |                             |
|       | pont d'Ouzouer-sur-Trézée          | pont de halage          | canal de Briare          | ? m      | Ouzouer-sur-Trézée            | Inventorié     | 1994 | « IA45000039 », notice no IA45000039 | XIXe siècle   |                             |
|       | pont d'Assay                       | pont routier            | canal latéral à la Loire | ? m      | Beaulieu-sur-Loire            | Inventorié     | 2000 | « IA45000923 », notice no IA45000923 | 1892          |                             |
|       | pont de Beauget                    | pont routier            | canal latéral à la Loire | ? m      | Briare                        | Inventorié     | 2000 | « IA45000921 », notice no IA45000921 | XIXe siècle   |                             |
|       | pont en fonte de Briare            | pont routier            | canal latéral à la Loire | ? m      | Briare                        | Inventorié     | 2000 | « IA45000919 », notice no IA45000919 | 1859          |                             |
|       | pont-canal sur la Trézée           | pont-canal              | canal latéral à la Loire | ? m      | Briare                        | Inventorié     | 2000 | « IA45000918 », notice no IA45000918 | 1890          |                             |
|       | passerelle de Briare               | passerelle              | canal latéral à la Loire | ? m      | Briare                        | Inventorié     | 1994 | « IA45000046 », notice no IA45000046 | XIXe siècle   |                             |
|       | pont de l'avocat                   |                         | route                    | ? m      | Baule                         | Inventorié     | 1995 | « IA45000070 », notice no IA45000070 |               |                             |
|       | pont de La Ferté-Saint-Aubin       |                         | La Ferté-Saint-Aubin     | ? m      |                               | Non inventorié | -    |                                      |               |                             |

## Voies d'essai
| Image | Nom                                                            | Type d'ouvrage | Longueur | Commune                                     | Date | Etat                  | Coordonnées                 |
| ----- | -------------------------------------------------------------- | -------------- | -------- | ------------------------------------------- | ---- | --------------------- | --------------------------- |
|       | Voie d'essai de l'aérotrain d'Orléans                          | monorail       | 18 000 m | Saran, Cercottes, Chevilly, Artenay et Ruan | 1969 | partiellement détruit | 48° 01′ 30″ N, 1° 53′ 02″ E |
|       | Voie d'essai du métro aérien suspendu de Châteauneuf-sur-Loire | monorail       | 1 370 m  | Châteauneuf-sur-Loire                       | 1959 | détruit               | 47° 51′ 49″ N, 2° 14′ 29″ E |